# Енергетик-БГУ
„Енергетик-БГУ“ е футболен клуб от град Минск, Беларус.

## История
Екипът е основан през 1996 г. като „Звезда Минск“. БГУ е руска абревиатура и обозначава Беларуски държавен университет.
Звезда-ВА-БГУ дебютира във Висшата лига през 2002 г. и играе там до 2005 г. От 2006 г. тимът играе в по-ниски лиги.
През 2006 г. „Звезда-БГУ“ достига полуфинала на Купата на Беларус.

## Имена на клуба
- 1996 – 1997 – „Звезда“
- 1998 – 2004 – „Звезда-ВА-БГУ“
- 2005 – 2017 – „Звезда-БГУ“
- от 2017 – „Энергетик-БГУ“[1]